# Frédérick Sigrist
Ne doit pas être confondu avec Frederick Sigrist.
Pour les articles homonymes, voir Sigrist.
Frédérick Sigrist est un humoriste et animateur de radio français, né le 27 novembre 1977 à Nancy.

## Biographie

### Généralités
Frédérick Sigrist naît à Nancy le 27 novembre 1977 d'un père guadeloupéen, absent, et d'une mère lorraine aide-soignante. Selon lui, chacun de ses parents provient d'une famille raciste. Il grandit à Vandœuvre-lès-Nancy et complète le bac littéraire avec l'option art dramatique. Il part à Paris à l'âge de vingt ans. Il y fréquente le Cours Viriot, l'école d'art dramatique de Dominique Viriot et écrit ses premiers spectacles. Il travaille aussi pendant dix mois dans un Club Med. Il devient ensuite travailleur social au SAMU social de Paris pendant quelques années.

### Carrière en radio
Il fait ses débuts à la radio sur France Inter dans l'émission Déjà debout, pas encore couché puis part pour Europe 1 en 2011. Il y est chroniqueur pour Samedi Roumanoff.
Il retourne à France Inter en 2015. Il y présente le 9 janvier sa première chronique hebdomadaire dans l'émission de Nagui intitulée La Bande originale. Durant l'été 2017, il présente l'émission Blockbusters, consacrée à la culture populaire, qu'il reprend lors des étés  de 2018 à 2023. Depuis la rentrée de septembre 2020, il présente une chronique hebdomadaire sur le même thème se nommant aussi Blockbusters tous les vendredis matin à 6 h 55[réf. souhaitée].

### Carrière en télévision
Il participe à l'automne 2012 à l'émission Roumanoff et les Garçons sur France 2. Il est chroniqueur sur France Ô à partir de 2014 dans les émissions Le Lab.Ô et Folin Hebdô animées par Sébastien Folin. Il y travaille avec Leïla Kaddour-Boudadi et Tanguy Pastureau, ses futurs camarades de La Bande originale.
En 2021 et 2022, il incarne, dans Space Game, Arnaud, patron sans autorité d'un magasin de jeux vidéo, qui n'a pas la tâche facile face à ses deux employés, Stéphanie et Lenny, incarnés respectivement par Morgane Cadignan et Dédo. Les saisons 1 et 2 de cette mini-série humoristique sont diffusées sur France 3 Paris Ile de France et sur la plateforme France.TV.

## Style, positions et influences
Frédérick Sigrist considère avoir davantage été influencé par des rappeurs comme NTM ou IAM que des humoristes.
Porté sur l'autodérision, il peut se présenter comme un mauvais mari et un mauvais père, ou dire qu'il est de gauche par culpabilité et manque de confiance en soi. Traitant fréquemment de politique, il a entre autres pris parti contre Robert Ménard et le programme de François Fillon.
Il participe en septembre 2015 à la première édition du Martinique Comedy Club. Il tient à soutenir le lancement de cet événement jugeant que les départements antillais sont trop souvent négligés par les humoristes de la France métropolitaine.

## Spectacles
- Tout le monde croit que je suis un mec bien (2020)
- Super Héros (2021)

## Publication
- Frédérick Sigrist, Cahier défouloir politiquement incorrect, Paris, Hugo image, 2017, 127 p. (ISBN 978-2-7556-3320-7, OCLC 989734662)